# Peter Hammill & The K Group: Live at Rockpalast
Peter Hammill & The K Group: Live at Rockpalast; Hamburg 1981 is een livealbum van Peter Hammill en een muziekgroep die hij om zich heen verzamelde: de K Group. 
In de (lange) pauzes van de band Van der Graaf Generator nam zanger/gitarist steevast soloalbums op. Om die uit te voeren stond hij dan ook vaak alleen op het podium om zijn muziek ten gehore te brengen. Om muziek van zijn albums The future now, Ph7 en A black box te kunnen uitvoeren schakelde hij bevriende musici in. De K Group bestond uit K zijnde Hammill, Fury stond voor gitarist John Ellis, Mozart stond voor bassist Nic Potter en Brain voor drummer Guy Evans. Opmerkelijk is dat zowel Potter als Evans ook leden waren van Van der Graaf Generator. Het was volgens het boekwerkje niet de bedoeling om als vaste band te gaan musiceren, maar dat zou er uiteindelijk wel van komen bij studioalbum Enter K. De opnamen voor dit spaarzame livealbum van Hammill werden gemaakt tijdens een optreden op 26 november 1981 in de Markthalle in Hamburg, tijdens een televisieregistratie voor het programma Rockpalast van de WDR. Het album werd uitgegeven in 2016 op het platenlabel Made in Germany.  

## Musici
- Peter Hammill - zang, toetsinstrumenten, gitaar
- John Ellis – gitaar
- Nic Potter – basgitaar
- Guy Evans – drumstel, synthesizer

## Muziek
| Nr. | Titel                  | Duur |
| --- | ---------------------- | ---- |
| 1.  | The future now         | 4:04 |
| 2.  | Losing faith in words  | 3:39 |
| 3.  | Stranger still         | 4:54 |
| 4.  | Sign                   | 6:21 |
| 5.  | My experience          | 4:41 |
| 6.  | Modern                 | 7:53 |
| 7.  | The second hand        | 6:40 |
| 8.  | Sitting targets        | 6:46 |
| 9.  | The sphinx in the face | 5:52 |

| Nr. | Titel         | Duur  |
| --- | ------------- | ----- |
| 1.  | Flight        | 21:57 |
| 2.  | Central Hotel | 5:47  |
| 3.  | The spirit    | 3:46  |
| 4.  | Door          | 4:39  |
| 5.  | My room       | 6:09  |

De uitgave wordt vergezeld door een dvd met beeldmateriaal.